# Saison 6 de Navarro
Chronologie
Saison 5 Saison 7
Cet article présente la liste des différents épisodes de la sixième saison de la série télévisée Navarro.

## Distribution[1]
- Roger Hanin (Antoine Navarro)
- Emmanuelle Boidron (Yolande Navarro)
- Maurice Vaudaux (Commissaire divisionnaire Waltz)
- Jacques Martial (Bain-Marie)
- Catherine Allegret (Ginou)
- Sam Karmann (Inspecteur Barrada)
- Daniel Rialet (Inspecteur Joseph Blomet)
- Christian Rauth (Inspecteur René Auquelin)

## Épisodes

### Épisode 1
Clovis Cornillac dans le rôle de Freddy Brugel

### Épisode 4
Olivia Brunaux dans le rôle de Sylvie Varnier

### Épisode 5
Grace de Capitani dans le rôle de l'inspecteur Laura Marcos

### Épisode 6
Daniel Duval dans le rôle de Marco Maroni